# والتر غلاسغو
والتر غلاسغو (بالإنجليزية: Walter Glasgow)‏ هو ربان ‏ أمريكي، ولد في 19 أبريل 1957 في هيوستن في الولايات المتحدة.

## وصلات خارجية
- والتر غلاسغو على موقع الاتحاد الدولي للملاحة الشراعية (موقع جديد) (الإنجليزية)
- والتر غلاسغو على موقع الاتحاد الدولي للملاحة الشراعية (موقع قديم) (الإنجليزية)
- والتر غلاسغو على موقع اللجنة الأولمبية الدولية (الإنجليزية)
- والتر غلاسغو على موقع أوليمبيديا (الإنجليزية)